# 劉孝綽
刘孝绰（？—539年），名冉，字孝绰，以字行，彭城（今江苏徐州）人。
父刘绘，擔任南齐大司马霸府从事中郎。七岁能文，人稱神童。十四歲時代父起草诏诰。早年为著作佐郎，后官秘书丞。普通六年（525年），劉孝綽與到洽同為侍读，孝綽瞧不起到洽，最後因携妾入官府，被到洽弹劾“携少妹于华省，弃老母于下宅”，免官。刘孝绰被免职后，“高祖数使仆射徐勉，宣旨慰抚之”。大通元年，起为西中郎湘东王谘议，后为太子仆。後任尚书吏部郎，因“坐受人绢一束，为饷者所讼”，終官秘书监。大同五年（539年）卒於官。工於诗，与何逊并称“何刘”。有诗文集，早佚。明人辑有《刘秘书集》。三妹刘令娴是女詩人。

## 延伸阅读
[在维基数据编辑]
 在维基文库阅读此作者作品
 《梁書·卷33》，出自姚思廉《梁書》